# Asemonea murphyae
Asemonea murphyae är en spindelart som beskrevs av Fred R. Wanless 1980. Asemonea murphyae ingår i släktet Asemonea och familjen hoppspindlar. Inga underarter finns listade i Catalogue of Life.